# جاكي براون (ملاكم)
جاكي براون (بالإنجليزية: Jackie Brown)‏ كان ملاكم بريطاني صنّف ضمن فئة وزن الذبابة. حقق بطولة رابطة الملاكمة العالمية.

## إحصائيات
خاض خلال مسيرته 141 نزالا، فاز في 108 وتعادل في 9 وخسر في 24. فاز بالضربة القاضية في 40 نزالا.

## روابط خارجية
- جاكي براون على موقع بوكس ريك (الإنجليزية) (registration required)